# Watashi o tabetai, hito de nashi
Watashi o tabetai, hito de nashi (jap. 私を喰べたい、ひとでなし) – manga z gatunku yuri autorstwa Sai Naekawy, publikowana na łamach magazynu „Dengeki Maoh” wydawnictwa ASCII Media Works od sierpnia 2020.
Na jej podstawie Studio Lings wyprodukuje serial anime, którego premiera zaplanowana jest na październik 2025.

## Fabuła
Od czasu straty rodziny w wypadku Hinako żyje z niejasnym pragnieniem śmierci, choć sama nie potrafi zakończyć swojego życia. Pewnego dnia spotyka syrenę o imieniu Shiori, która wyjawia jej, że jej ciało i krew są szczególnie smaczne dla yōkai. Chcąc sama ją pożreć, Shiori obiecuje chronić Hinako przed innymi zjawami, dopóki ta nie stanie się najsmaczniejsza, po czym ją zje. Ze względu na swoje uczucia związane z wypadkiem Hinako akceptuje ten los.

## Bohaterowie
- Hinako Yaotose (jap. 八百歳 比名子 Yaotose Hinako)

Seiyū: Reina Ueda 
- Shiori Oumi (jap. 近江 汐莉 Oumi Shiori)

Seiyū: Yui Ishikawa 
- Miko Yashiro (jap. 社 美胡 Yashiro Miko)

Seiyū: Fairouz Ai 

## Manga
Pierwszy rozdział mangi został opublikowany 27 sierpnia 2020 w magazynie „Dengeki Maoh”. Następnie wydawnictwo ASCII Media Works rozpoczęło zbieranie rozdziałów do wydań w formacie tankōbon, których pierwszy tom ukazał się 27 lutego 2021. Według stanu na 25 października 2024, do tej pory wydano 9 tomów.
W Ameryce Północnej seria jest wydawana przez Yen Press.
| Nr | Data wydania (język japoński) | ISBN (język japoński)  |
| -- | ----------------------------- | ---------------------- |
| 1  | 27 lutego 2021                | ISBN 978-4-04-913658-6 |
| 2  | 25 czerwca 2021               | ISBN 978-4-04-913873-3 |
| 3  | 27 listopada 2021             | ISBN 978-4-04-914079-8 |
| 4  | 27 maja 2022                  | ISBN 978-4-04-914429-1 |
| 5  | 26 września 2022              | ISBN 978-4-04-914606-6 |
| 6  | 27 marca 2023                 | ISBN 978-4-04-914947-0 |
| 7  | 25 sierpnia 2023              | ISBN 978-4-04-915196-1 |
| 8  | 26 lutego 2024                | ISBN 978-4-04-915531-0 |
| 9  | 25 października 2024          | ISBN 978-4-04-916065-9 |

## Anime
Powstanie adaptacji w formie telewizyjnego serialu anime ogłoszono 21 października 2024. Seria zostanie wyprodukowana przez Studio Lings, za reżyserie odpowiadać będą Yūsuke Suzuki i Naoyuki Kuzuya, scenariusz napisze Mitsutaka Hirota, postacie zaprojektuje Sō Ikuyama, a muzykę skomponuje Keiji Inai. Premiera zaplanowana jest na październik 2025.

## Odbiór
Erica Friedman z Yuriconu pozytywnie oceniła pierwszy tom, zauważając, że zakończenie zawiera „scenę tak niepokojącą i brutalną, że powinnam była być zarówno zaskoczona, jak i trochę zniesmaczona, ale zarówno kreska, jak i fabuła są tak doskonale dopracowane, że była to po prostu zapierająca dech w piersiach, znakomita scena”.
Adam Symchuk z Asian Movie Pulse napisał o serii, że jest ona „idealnym uzupełnieniem uznanego tytułu BL z elementami horroru, Lato, kiedy umarł Hikaru”, a z powodu zbliżonych dat wydania trudno będzie czytelnikom nie porównywać obu dzieł. Dodał również, że Watashi o tabetai, hito de nashi to „nieco mniej głęboka i wizualnie uderzająca wersja [Lato, kiedy umarł Hikaru], ale będzie miłą niespodzianką dla tych, którzy wciąż łakną więcej terroru połączonego z romansem”.